# Danh sách tiểu hành tinh: 13001–13100
| Tên                   | Tên đầu tiên | Ngày phát hiện       | Nơi phát hiện            | Người phát hiện                  |
| --------------------- | ------------ | -------------------- | ------------------------ | -------------------------------- |
| 13001 Woodney         | 1981 VL      | 2 tháng 11 năm 1981  | Anderson Mesa            | B. A. Skiff                      |
| 13002 -               | 1982 BJ13    | 30 tháng 1 năm 1982  | Palomar                  | S. J. Bus                        |
| 13003 Dickbeasley     | 1982 FN      | 21 tháng 3 năm 1982  | Anderson Mesa            | E. Bowell                        |
| 13004 Aldaz           | 1982 RR      | 15 tháng 9 năm 1982  | Anderson Mesa            | E. Bowell                        |
| 13005 Stankonyukhov   | 1982 SQ7     | 18 tháng 9 năm 1982  | Nauchnij                 | N. S. Chernykh                   |
| 13006 Schwaar         | 1983 AC1     | 12 tháng 1 năm 1983  | Anderson Mesa            | B. A. Skiff                      |
| 13007 -               | 1984 AU      | 8 tháng 1 năm 1984   | Anderson Mesa            | J. Wagner                        |
| 13008 -               | 1984 SE6     | 22 tháng 9 năm 1984  | La Silla                 | H. Debehogne                     |
| 13009 Voloshchuk      | 1985 PB2     | 13 tháng 8 năm 1985  | Nauchnij                 | N. S. Chernykh                   |
| 13010 Germantitov     | 1986 QR5     | 29 tháng 8 năm 1986  | Nauchnij                 | L. V. Zhuravleva                 |
| 13011 Loeillet        | 1987 QS5     | 26 tháng 8 năm 1987  | La Silla                 | E. W. Elst                       |
| 13012 -               | 1987 SO5     | 30 tháng 9 năm 1987  | Đài thiên văn Brorfelde  | P. Jensen                        |
| 13013 -               | 1987 SP12    | 16 tháng 9 năm 1987  | La Silla                 | H. Debehogne                     |
| 13014 Hasslacher      | 1987 WJ1     | 17 tháng 11 năm 1987 | Anderson Mesa            | R. P. Binzel                     |
| 13015 -               | 1987 XC      | 14 tháng 12 năm 1987 | Geisei                   | T. Seki                          |
| 13016 -               | 1988 DB5     | 25 tháng 2 năm 1988  | Siding Spring            | R. H. McNaught                   |
| 13017 Owakenoomi      | 1988 FM      | 18 tháng 3 năm 1988  | Yorii                    | M. Arai, H. Mori                 |
| 13018 Geoffjames      | 1988 GF      | 10 tháng 4 năm 1988  | Palomar                  | E. F. Helin                      |
| 13019 -               | 1988 NW      | 10 tháng 7 năm 1988  | Palomar                  | E. F. Helin                      |
| 13020 -               | 1988 PW2     | 10 tháng 8 năm 1988  | Siding Spring            | R. H. McNaught                   |
| 13021 -               | 1988 RY5     | 3 tháng 9 năm 1988   | La Silla                 | H. Debehogne                     |
| 13022 -               | 1988 RL9     | 1 tháng 9 năm 1988   | La Silla                 | H. Debehogne                     |
| 13023 -               | 1988 XT1     | 10 tháng 12 năm 1988 | Chiyoda                  | T. Kojima                        |
| 13024 Conradferdinand | 1989 AJ6     | 11 tháng 1 năm 1989  | Tautenburg Observatory   | F. Börngen                       |
| 13025 Zürich          | 1989 BA      | 28 tháng 1 năm 1989  | Đài thiên văn Zimmerwald | P. Wild                          |
| 13026 -               | 1989 CX      | 7 tháng 2 năm 1989   | Kushiro                  | S. Ueda, H. Kaneda               |
| 13027 Geeraerts       | 1989 GJ4     | 3 tháng 4 năm 1989   | La Silla                 | E. W. Elst                       |
| 13028 Klaustschira    | 1989 GQ6     | 5 tháng 4 năm 1989   | La Silla                 | M. Geffert                       |
| 13029 -               | 1989 HA      | 27 tháng 4 năm 1989  | Đài thiên văn Brorfelde  | P. Jensen                        |
| 13030 -               | 1989 PF      | 9 tháng 8 năm 1989   | Palomar                  | J. Alu, E. F. Helin              |
| 13031 Durance         | 1989 SN4     | 16 tháng 9 năm 1989  | La Silla                 | E. W. Elst                       |
| 13032 Tarn            | 1989 TU3     | 7 tháng 10 năm 1989  | La Silla                 | E. W. Elst                       |
| 13033 Gardon          | 1989 TB5     | 7 tháng 10 năm 1989  | La Silla                 | E. W. Elst                       |
| 13034 -               | 1989 UN      | 23 tháng 10 năm 1989 | Kani                     | Y. Mizuno, T. Furuta             |
| 13035 -               | 1989 UA6     | 30 tháng 10 năm 1989 | Cerro Tololo             | S. J. Bus                        |
| 13036 -               | 1989 YO3     | 30 tháng 12 năm 1989 | Siding Spring            | R. H. McNaught                   |
| 13037 Potosi          | 1990 EN3     | 2 tháng 3 năm 1990   | La Silla                 | E. W. Elst                       |
| 13038 Woolston        | 1990 EN4     | 2 tháng 3 năm 1990   | La Silla                 | E. W. Elst                       |
| 13039 Awashima        | 1990 FK1     | 27 tháng 3 năm 1990  | Kitami                   | K. Endate, K. Watanabe           |
| 13040 -               | 1990 OB4     | 29 tháng 7 năm 1990  | Palomar                  | H. E. Holt                       |
| 13041 -               | 1990 OS4     | 25 tháng 7 năm 1990  | Palomar                  | H. E. Holt                       |
| 13042 -               | 1990 QE      | 18 tháng 8 năm 1990  | Palomar                  | E. F. Helin                      |
| 13043 -               | 1990 QT4     | 24 tháng 8 năm 1990  | Palomar                  | H. E. Holt                       |
| 13044 Wannes          | 1990 QO8     | 16 tháng 8 năm 1990  | La Silla                 | E. W. Elst                       |
| 13045 Vermandere      | 1990 QP8     | 16 tháng 8 năm 1990  | La Silla                 | E. W. Elst                       |
| 13046 Aliev           | 1990 QB19    | 31 tháng 8 năm 1990  | Nauchnij                 | L. V. Zhuravleva                 |
| 13047 -               | 1990 RJ5     | 15 tháng 9 năm 1990  | Palomar                  | H. E. Holt                       |
| 13048 -               | 1990 RR7     | 13 tháng 9 năm 1990  | La Silla                 | H. Debehogne                     |
| 13049 Butov           | 1990 RF17    | 15 tháng 9 năm 1990  | Nauchnij                 | L. V. Zhuravleva                 |
| 13050 -               | 1990 SY      | 16 tháng 9 năm 1990  | Palomar                  | H. E. Holt                       |
| 13051 -               | 1990 SF5     | 22 tháng 9 năm 1990  | La Silla                 | E. W. Elst                       |
| 13052 Las Casas       | 1990 SN8     | 22 tháng 9 năm 1990  | La Silla                 | E. W. Elst                       |
| 13053 Bertrandrussell | 1990 SQ8     | 22 tháng 9 năm 1990  | La Silla                 | E. W. Elst                       |
| 13054 -               | 1990 ST15    | 16 tháng 9 năm 1990  | Palomar                  | H. E. Holt                       |
| 13055 Kreppein        | 1990 TW12    | 14 tháng 10 năm 1990 | Tautenburg Observatory   | L. D. Schmadel, F. Börngen       |
| 13056 -               | 1990 VN1     | 12 tháng 11 năm 1990 | Kushiro                  | S. Ueda, H. Kaneda               |
| 13057 Jorgensen       | 1990 VF8     | 13 tháng 11 năm 1990 | Palomar                  | C. S. Shoemaker, D. H. Levy      |
| 13058 Alfredstevens   | 1990 WN3     | 19 tháng 11 năm 1990 | La Silla                 | E. W. Elst                       |
| 13059 Ducuroir        | 1991 BD1     | 18 tháng 1 năm 1991  | Haute Provence           | E. W. Elst                       |
| 13060 -               | 1991 EJ      | 10 tháng 3 năm 1991  | Siding Spring            | R. H. McNaught                   |
| 13061 -               | 1991 FL2     | 20 tháng 3 năm 1991  | La Silla                 | H. Debehogne                     |
| 13062 Podarkes        | 1991 HN      | 19 tháng 4 năm 1991  | Palomar                  | C. S. Shoemaker, E. M. Shoemaker |
| 13063 Purifoy         | 1991 LB      | 5 tháng 6 năm 1991   | Kitt Peak                | Spacewatch                       |
| 13064 Haemhouts       | 1991 PC6     | 6 tháng 8 năm 1991   | La Silla                 | E. W. Elst                       |
| 13065 -               | 1991 PG11    | 9 tháng 8 năm 1991   | Palomar                  | H. E. Holt                       |
| 13066 -               | 1991 PM13    | 5 tháng 8 năm 1991   | Palomar                  | H. E. Holt                       |
| 13067 -               | 1991 PA15    | 6 tháng 8 năm 1991   | Palomar                  | H. E. Holt                       |
| 13068 -               | 1991 RL1     | 4 tháng 9 năm 1991   | Palomar                  | E. F. Helin                      |
| 13069 Umbertoeco      | 1991 RX1     | 6 tháng 9 năm 1991   | Haute Provence           | E. W. Elst                       |
| 13070 Seanconnery     | 1991 RO2     | 8 tháng 9 năm 1991   | Haute Provence           | E. W. Elst                       |
| 13071 -               | 1991 RT5     | 13 tháng 9 năm 1991  | Palomar                  | H. E. Holt                       |
| 13072 -               | 1991 RS8     | 11 tháng 9 năm 1991  | Palomar                  | H. E. Holt                       |
| 13073 -               | 1991 RE15    | 15 tháng 9 năm 1991  | Palomar                  | H. E. Holt                       |
| 13074 -               | 1991 RK15    | 15 tháng 9 năm 1991  | Palomar                  | H. E. Holt                       |
| 13075 -               | 1991 UN1     | 28 tháng 10 năm 1991 | Kushiro                  | S. Ueda, H. Kaneda               |
| 13076 -               | 1991 VT3     | 11 tháng 11 năm 1991 | Kushiro                  | S. Ueda, H. Kaneda               |
| 13077 Edschneider     | 1991 VD10    | 4 tháng 11 năm 1991  | Kitt Peak                | Spacewatch                       |
| 13078 -               | 1991 WD      | 17 tháng 11 năm 1991 | Kiyosato                 | S. Otomo                         |
| 13079 Toots           | 1992 CD3     | 2 tháng 2 năm 1992   | La Silla                 | E. W. Elst                       |
| 13080 -               | 1992 EZ7     | 2 tháng 3 năm 1992   | La Silla                 | UESAC                            |
| 13081 -               | 1992 EW9     | 2 tháng 3 năm 1992   | La Silla                 | UESAC                            |
| 13082 Gutiérrez       | 1992 EY10    | 6 tháng 3 năm 1992   | La Silla                 | UESAC                            |
| 13083 -               | 1992 EE32    | 2 tháng 3 năm 1992   | La Silla                 | UESAC                            |
| 13084 Virchow         | 1992 GC8     | 2 tháng 4 năm 1992   | Tautenburg Observatory   | F. Börngen                       |
| 13085 Borlaug         | 1992 HA4     | 23 tháng 4 năm 1992  | La Silla                 | E. W. Elst                       |
| 13086 Sauerbruch      | 1992 HS4     | 30 tháng 4 năm 1992  | Tautenburg Observatory   | F. Börngen                       |
| 13087 Chastellux      | 1992 OV6     | 30 tháng 7 năm 1992  | La Silla                 | E. W. Elst                       |
| 13088 Filipportera    | 1992 PB1     | 8 tháng 8 năm 1992   | Caussols                 | E. W. Elst                       |
| 13089 -               | 1992 PH2     | 2 tháng 8 năm 1992   | Palomar                  | H. E. Holt                       |
| 13090 -               | 1992 PV2     | 6 tháng 8 năm 1992   | Palomar                  | H. E. Holt                       |
| 13091 -               | 1992 PT3     | 5 tháng 8 năm 1992   | Palomar                  | H. E. Holt                       |
| 13092 Schrödinger     | 1992 SS16    | 24 tháng 9 năm 1992  | Tautenburg Observatory   | F. Börngen, L. D. Schmadel       |
| 13093 Wolfgangpauli   | 1992 SQ24    | 21 tháng 9 năm 1992  | Tautenburg Observatory   | F. Börngen                       |
| 13094 Shinshuueda     | 1992 UK8     | 19 tháng 10 năm 1992 | Kitami                   | K. Endate, K. Watanabe           |
| 13095 -               | 1992 WY1     | 18 tháng 11 năm 1992 | Kushiro                  | S. Ueda, H. Kaneda               |
| 13096 Tigris          | 1993 BE5     | 27 tháng 1 năm 1993  | Caussols                 | E. W. Elst                       |
| 13097 Lamoraal        | 1993 BU7     | 23 tháng 1 năm 1993  | La Silla                 | E. W. Elst                       |
| 13098 -               | 1993 FM6     | 17 tháng 3 năm 1993  | La Silla                 | UESAC                            |
| 13099 -               | 1993 FO7     | 17 tháng 3 năm 1993  | La Silla                 | UESAC                            |
| 13100 -               | 1993 FB10    | 17 tháng 3 năm 1993  | La Silla                 | UESAC                            |